# Siphocampylus humboldtianus
Siphocampylus humboldtianus är en klockväxtart som beskrevs av A.Dc. Siphocampylus humboldtianus ingår i släktet Siphocampylus och familjen klockväxter. IUCN kategoriserar arten globalt som sårbar. Inga underarter finns listade i Catalogue of Life.